# Anthony Quayle
Sir John Anthony Quayle CBE (* 7. September 1913 in Ainsdale, Sefton, Merseyside; † 20. Oktober 1989 in London) war ein britischer Film- und Theaterschauspieler sowie Regisseur und Schriftsteller.

## Leben
Quayle – seinen eigentlichen Vornamen John legte er ab – wurde ab den 1930er-Jahren zunächst am Theater und später im Film als Schauspieler tätig. Er diente als Major im Zweiten Weltkrieg und war unter anderem als Agent des britischen Geheimdienstes Special Operations Executive in Albanien im Einsatz. Auch in seinen Kinofilmen sollte er häufig in militärischen Rollen besetzt werden, beispielsweise an der Seite von Gregory Peck und David Niven in Die Kanonen von Navarone (1961), neben Peter O’Toole im Filmklassiker Lawrence von Arabien (1962) oder als deutscher Admiral Wilhelm Canaris in Der Adler ist gelandet (1976) mit Michael Caine und Donald Sutherland. Seine Darstellung des Kardinals Thomas Wolsey in dem Historienfilm Königin für tausend Tage (1969) brachte ihm großes Kritikerlob sowie Nominierungen für Oscar und Golden Globe ein.
Quayle war ein renommierter Theaterschauspieler und -regisseur, von 1948 bis 1956 war er als Regisseur beim Shakespeare Memorial Theatre, mit welchem die Grundlagen für die spätere, berühmte Royal Shakespeare Company gelegt wurden. Neben der Schauspielerei schrieb er zwei Romane, Eight Hours from England und On Such A Night. Im Jahr 1990 wurde seine Autobiographie A Time to Speak publiziert.
Er war zweimal mit einer Schauspielerin verheiratet, zwischen 1934 und 1941 mit Hermione Hannen und ab 1947 bis zu seinem Ableben mit Dorothy Hyson, mit der er einen Sohn und zwei Töchter hatte. Eine von ihnen, Jenny Quayle, wurde ebenfalls Schauspielerin. Quayle wurde 1952 zum CBE ernannt und 1955 zum Ritter geschlagen. Er starb im Alter von 76 Jahren an Leberkrebs.

## Filmografie (Auswahl)
- 1935: Moscow Nights
- 1938: Der Roman eines Blumenmädchens (Pygmalion)
- 1948: Hamlet
- 1948: Königsliebe (Saraband for Dead Lovers)
- 1955: Fledermaus 1955 (Oh, Rosalinda!)
- 1956: Der falsche Mann (The Wrong Man)
- 1956: Panzerschiff Graf Spee (The Battle of the River Plate)
- 1957: Die Frau im Morgenrock (Woman in Dressing Gown)
- 1958: Eiskalt in Alexandrien – Feuersturm über Afrika (Ice-Cold in Alex)
- 1959: Tarzans größtes Abenteuer (Tarzan´s Greatest Adventure)
- 1961: Die Kanonen von Navarone (The Guns of Navarone)
- 1962: Die Rebellion (H.M.S. Defiant)
- 1962: Lawrence von Arabien (Lawrence of Arabia)
- 1964: Der Untergang des Römischen Reiches (The Fall of the Roman Empire)
- 1964: Östlich vom Sudan (East of Sudan)
- 1965: Geheimaktion Crossbow (Operation Crossbow)
- 1965: Sherlock Holmes’ größter Fall (A Study in Terror)
- 1966: Mohn ist auch eine Blume (The Poppy Is Also a Flower)
- 1966: Der Unverstandene (Incompreso (vita col figlio))
- 1967: See You at the Pillar (Dokumentar-Kurzfilm, Erzähler)
- 1968: Spezialauftrag (Strange Report, Fernsehserie, 16 Folgen)
- 1969: Königin für tausend Tage (Anne of the Thousand Days)
- 1969: Mackenna’s Gold
- 1972: Was Sie schon immer über Sex wissen wollten, aber bisher nicht zu fragen wagten (Everything You Always Wanted to Know About Sex * But Were Afraid to Ask)
- 1974: Die Frucht des Tropenbaumes (The Tamarind Seed)
- 1974: Moses (Mosè) (Fernseh-Miniserie)
- 1976: Die 21 Stunden von München (21 Hours at Munich)
- 1976: Der Adler ist gelandet (The Eagle Has Landed)
- 1979: Mord an der Themse (Murder by Decree)
- 1981: Masada
- 1984: Die letzten Tage von Pompeji (The Last Days of Pompeji) (Fernseh-Miniserie)
- 1988: Agent ohne Namen (The Bourne Identity)
- 1988: Buster (Buster)
- 1990: König der Winde (King of the Wind)

## Auszeichnungen
- Oscar-Nominierung in der Kategorie Bester Nebendarsteller für Königin für tausend Tage
- Golden-Globe-Nominierung in der Kategorie Bester Nebendarsteller für Königin für tausend Tage
- Emmy-Nominierung für Masada